# Francia en los Juegos Olímpicos de Ámsterdam 1928
Francia estuvo representada en los Juegos Olímpicos de Ámsterdam 1928 por un total de 255 deportistas que compitieron en 17 deportes.  
El portador de la bandera en la ceremonia de apertura fue el jugador de waterpolo Jean Thorailler.

## Medallistas
El equipo olímpico francés obtuvo las siguientes medallas:
| Nombre                                                                                         | Deporte           | Competición             |
| ---------------------------------------------------------------------------------------------- | ----------------- | ----------------------- |
| Oro                                                                                            |                   |                         |
| Boughera El Ouafi                                                                              | Atletismo         | Maratón M               |
| Roger Beaufrand                                                                                | Ciclismo en pista | Velocidad ind. M        |
| Lucien Gaudin                                                                                  | Esgrima           | Florete ind. M          |
| Lucien Gaudin                                                                                  | Esgrima           | Espada ind. M           |
| Roger François                                                                                 | Halterofilia      | 75 kg M                 |
| Jean Lesieur André Derrien Donatien Bouché Virginie Hériot André Lesauvage Carl de la Sablière | Vela              | 8 Metre M               |
| Plata                                                                                          |                   |                         |
| Jules Ladoumègue                                                                               | Atletismo         | 1500 m M                |
| Armand Apell                                                                                   | Boxeo             | Mosca (51 kg) M         |
| Georges Buchard                                                                                | Esgrima           | Espada ind. M           |
| Philippe Cattiau Roger Ducret André Labatut Raymond Flacher André Gaboriaud Lucien Gaudin      | Esgrima           | Florete por eqs. M      |
| Gaston Amson René Barbier Georges Buchard Émile Cornic Armand Massard Bernard Schmetz          | Esgrima           | Espada por eqs. M       |
| Louis Hostin                                                                                   | Halterofilia      | 82,5 kg M               |
| Charles Marion (Linon)                                                                         | Hípica            | Doma ind.               |
| Pierre Bertran de Balanda (Papillon)                                                           | Hípica            | Saltos ind.             |
| Charles Pacôme                                                                                 | Lucha libre       | 66 kg M                 |
| Armand Marcelle Édouard Marcelle Henri Préaux                                                  | Remo              | Dos con timonel (M2+) M |
| Bronce                                                                                         |                   |                         |
| Claude Ménard                                                                                  | Atletismo         | Salto de altura M       |
| Fernand Arnout                                                                                 | Halterofilia      | 67,5 kg M               |
| Henri Lefèbvre                                                                                 | Lucha libre       | 87 kg M                 |
| Edmond Dame                                                                                    | Lucha libre       | +87 kg M                |
| Equipo                                                                                         | Waterpolo         | Torneo M                |